# Selene Johnson
Selene Johnson (20 de febrer de 1876, Filadèlfia, Estats Units - 11 de novembre de 1960, Los Angeles, Estats Units) va ser una actriu de teatre i, en menor mesura, de cinema mut nord-americà, nascuda com Selene Knapp Johnson. És coneguda pel seu paper en l'obra de teatre The Squaw Man i altres papers com en la pel·lícula: The Divine Sacrifice (1918).
Va estar casada amb Lumsden Hare.

## Obres de teatre
- The Golden Age com Margaret Barnes (1928)
- The Title com Mrs. Culver (1921)
- Peter's Mother (1918)
- Ourselves (1913)
- The Return from Jerusalem (1912)
- The Dollar Mark (1909)
- Disengaged (1909)
- Irene Wycherley (1908)
- The Squaw Man (1905-1906)
- Abigail (1905)
- The Man of Destiny / How He Lied to Her Husband com ella mateixa (1904)
- Audrey (1902-1903)
- Frou-Frou (1902)
- Monte Cristo com Mercedes (1900-1901)
- A Rich Man's Son (1899)
- Peter Stuyvesant (1899)